# Jizreel (Wyżyna Judejska)
Jizreel – niezidentyfikowana miejscowość biblijna, położona według Księgi Jozuego (Joz 15,56) na wschodzie Wyżyny Judejskiej. 1 Księga Samuela wzmiankuje o Jizreel jako miejscu urodzenia Achinoam – małżonki króla Dawida.